# Antanas
Antanas ist ein litauischer männlicher Vorname, abgeleitet von dem lateinischen Vornamen Antonius. 

## Ableitungen
- Antanaitis
- Antanavičius

## Namensträger
- Antanas Bagdonavičius (1938–2024), Ruderer
- Antanas Baranauskas (1835–1902), Dichter und Bischof
- Antanas Baskas (* 1936), Politiker, Seimas-Mitglied
- Antanas Bezaras (* 1955), Politiker, Bürgermeister der Rajongemeinde Šiauliai
- Antanas Burinskas (* 1965), Politiker,  Vizeminister und Bürgermeister
- Antanas Būdvytis (1928–1998), Agronom und Politiker, Seimas-Mitglied
- Antanas Čepononis (* 1959), Lehrer und Politiker
- Antanas Julijonas Gravrogkas (1880–1958), Ingenieur und Politiker, Bürgermeister von Kaunas
- Antanas Romualdas Gudonavičius (1943–2002), Radioelektroniker und Professor
- Antanas Guoga (* 1973), Unternehmer sowie  ehemaliger Pokerspieler und Politiker
- Antanas Ivanauskas (Politiker, 1954) (1954–2013), litauischer Politiker, Bürgermeister von Visaginas
- Antanas Ivanauskas (Politiker, 1959) (* 1959), litauischer Beamter, Bankmanager und Politiker
- Antanas Ivanauskas (Vizeminister), litauischer Finanzpolitiker
- Antanas Janauskas (1937–2016), Animator und Filmregisseur
- Antanas Juodvalkis (*  1937),  Forstwissenschaftler
- Antanas Kairys (1934–2017), Zootechniker und Politiker, Seimas-Mitglied
- Antanas Kalnius (* 1972), Politiker,  Bürgermeister von Kretinga
- Antanas Zenonas Kaminskas (* 1953), Politiker
- Antanas Karoblis (1940–2007), Mathematiker und Politiker, Seimas-Mitglied
- Antanas Klimavičius (* 1949), Richter am Obersten Gericht Litauens
- Antanas Kriščiukaitis-Aišbė (1864–1933), Schriftsteller, Professor, Gerichtspräsident
- Antanas Lingis (1905–1941), Fußballspieler
- Antanas Maceina (1908–1987), Philosoph, Pädagoge und Dichter
- Antanas Marcijonas (* 1938), Umweltrechtler und Professor
- Antanas Maziliauskas (*  1954),  Wasserbauingenieur und Hydrotechniker, Professor und Rektor der Aleksandro Stulginskio universitetas
- Antanas Merkys (1887–1955), Politiker, Ministerpräsident
- Antanas Mockus (* 1952), kolumbianischer Philosoph und Politiker
- Antanas Nesteckis (* 1956), Politiker, Seimas-Mitglied
- Antanas Račas (1940–2014), Politiker, Seimas-Mitglied
- Antanas Sireika (* 1956), Basketball-Trainer
- Antanas Smetona (1874–1944), Politiker, erster Präsident Litauens
- Antanas Sniečkus (1903–1974), Führer der kommunistischen Partei Litauens
- Antanas Stancevičius (1920–2007), Agronom und Botaniker, Professor und Ehrendoktor der Stulginskis-Universität
- Antanas Napoleonas Stasiškis (1933–2016), Politiker, Seimas-Mitglied
- Antanas Staugaitis (1876–1954), Politiker, Bürgermeister von Marijampolė
- Antanas Sučila (1917–2017), Chirurg und Professor
- Antanas Sviderskis (* 1946), Manager, sowjetlitauischer Politiker, Vizelandwirtschaftsminister
- Antanas Šipavičius (* 1964), Zöllner, Leiter des litauischen Zollamts
- Antanas Šurna (1940–2014), Theater- und Filmschauspieler
- Antanas Sutkus (* 1939), Fotograf
- Antanas Švitra (* 1936), Politiker, Seimas-Mitglied
- Antanas Tenys (* 1955), Politiker, Bürgermeister von Mažeikiai
- Antanas Terleckas (1928–2023), Dissident
- Antanas Trumpa (* 1942), Unternehmer
- Antanas Tumėnas (1880–1946),  Politiker und Jurist
- Antanas Vaičius (1926–2008),  römisch-katholischer Bischof
- Antanas Mataušas Vaisa (1928–1995),  Politiker, Vizekommunikationsminister
- Antanas Valionis (* 1950),  Politiker und Diplomat, Außenminister Litauens, Seimas-Mitglied
- Antanas Valys (*  1952), Politiker, Vizeminister
- Antanas Visockis (* 1941), Maler und Kunstpädagoge, Professor
- Antanas Vivulskis (1877–1919), polnisch-litauischer Architekt und Bildhauer
- Antanas Juozas Zabulis (* 1962),  Manager, Präsident von UAB „Omnitel“
- Antanas Zapolskis (* 1962), Schachspieler

Zwischenname
- Algirdas Antanas Avižienis (* 1932), Informatiker und Professor, Rektor der VDU
- Stasys Antanas Bačkis (1906–1999),  Diplomat und Jurist
- Adolfas Antanas Balutis (* 1942), Bauingenieur und Politiker
- Algirdas Antanas Brukas (* 1936), Förster und Politiker, Vizeforstminister
- Vytautas Antanas Dambrava (1920–2016), Diplomat und Jurist
- Vytautas Antanas Gudaitis (* 1947), Bibliothekar, Direktor
- Vytautas Antanas Kleiza (1919–2007), sowjetlitauischer Politiker und Chirurg
- Giedrius Antanas Kuprevičius (* 1944), Komponist und Politiker, Vizeminister
- Rimas Antanas Ručys (* 1954), Politiker, Seimas-Mitglied
- Rimantas Antanas Stankevičius (1944–1990), sowjetischer Pilot und Kosmonaut
- Petras Antanas Šalčius (1943–2023), Politiker, Seimas-Mitglied